# Parafia wojskowa św. Stanisława Biskupa w Radomiu
Parafia wojskowa Świętego Stanisława Biskupa w Radomiu znajduje się w Dekanacie Sił Powietrznych Ordynariatu Polowego Wojska Polskiego (do roku 2012 parafia należała do Dekanatu Sił Powietrznych Południe)
. Erygowana 21 stycznia 1993. Mieści się przy Placu Konstytucji 3 Maja.

## Duszpasterze
Księża proboszczowie: 

- ks. Bronisław Wyganowski (1926 – 1933)
- ks. Henryk Kaszewski (1933 – 1936)
- ks. Edward Choma (1936 – 1939)
- ks. Kazimierz Grechulski (1939 – 1940)
- ks. Łukasz Ostoja (1946 – 1950)
- ks. Eugeniusz Burowski (1950 – 1957)
- ks. Andrzej Wystrychowski (1957 – 1965)
- ks. Józef Rożek (1965 -1972)
- ks. Piotr Mazurek (1972 – 1978)
- ks. Eugeniusz Skarżyński (1978 – 1980)
- ks. Józef Dec (1980 – 1991)
- ks. Sławomir Matusiak (1991)
- ks. Henryk Burzyński (1991 – 1996)
- ks. Stanisław Potapczuk (1996 – 1999)
- ks. Marek Major (1999)
- ks. płk Marek Wesołowski (1999)
- ks. płk Adam Prus (1999 – 2001)
- ks. płk Janusz Radzik (2001 – 2011)
- ks. płk Kazimierz Krużel (2011 – 2012)
- ks. płk Krzysztof Smoleń (2012 – 2016)
- ks. płk Kryspin Rak (2016 – 2021)
- ks. por. Karol Biegluk (2021)
- ks. mjr Łukasz Hubacz (2021- 2024)
- ks. mjr Tomasz Serwin (od 2024)